# Onze-Lieve-Vrouwecollege (Tienen)
Het Onze-Lieve-Vrouwecollege  in Tienen is een katholieke Vlaamse school die werd opgericht in 1889. In 1994 werd ze opgenomen in de scholengroep Diocit (Diocesane instituten Tienen). Later werd deze weer opgenomen in de nog grotere scholenstructuur VIA (Vrije instituten van het Aartsbisdom), samen met het Sint-Jozefsinstituut, VITO, VACO en het Immaculata-instituut.

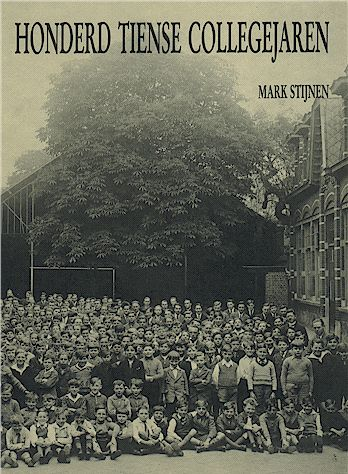
Kaft honderd Tiense Collegejaren van Mark Stijnen, 1989

## Voorgeschiedenis
In 1798 werd door het Frans regime de school van de augustijnen in Tienen opgedoekt. De citoyens (aanspreektitel voor 'burgers' tijdens de Franse Revolutie) richtten in 1803 een eigen ’École secondaire’ (middelbare school) op. In 1813 werd een stadscollege opgericht.
Na de Belgische onafhankelijkheid in 1830 trachtte de katholieke burgemeester Van Dormael het weinig succesvolle stadscollege beter te promoten door de aanstelling van een priester-directeur, want: Il est notoirement connu que les collèges où l'instruction religieuse est dirigée par des ecclésiastiques sont partout florissants parce qu'ils jonissent d'une grande confiance du public (Het is algemeen geweten dat de colleges, waar het godsdienstonderwijs door priesters wordt gegeven, overal succes hebben omdat ze het vertrouwen genieten van de mensen.). Het bisdom vond echter een eigen onderwijsinitiatief geraadzamer. Kardinaal Sterckx vroeg de congregatie van de paters Jozefieten om in Tienen een katholieke middelbare school op te richten. In 1840 openden de paters hun Stanislascollege in het klooster van de Tiense Grauwzusters. Het stadsbestuur vernieuwde daarop het stadscollege, dat in 1841 verhuisde naar het Nieuwe Weeshuis op het Capucijnenplein. Met zijn nieuwe naam, Collège Saint-Vincent-de-Paul, en met een geestelijke als directeur (Jacques Louis) moest de stadsschool de concurrentie met het Stanislascollege aangaan. Met een deficitair internaat geraakte het Staniscollege nooit uit de rode cijfers. In 1888 sloten de Jozefieten hun college. De gebouwen en de inboedel werden openbaar verkocht.

## Oprichting van het O.L.-Vrouwecollege

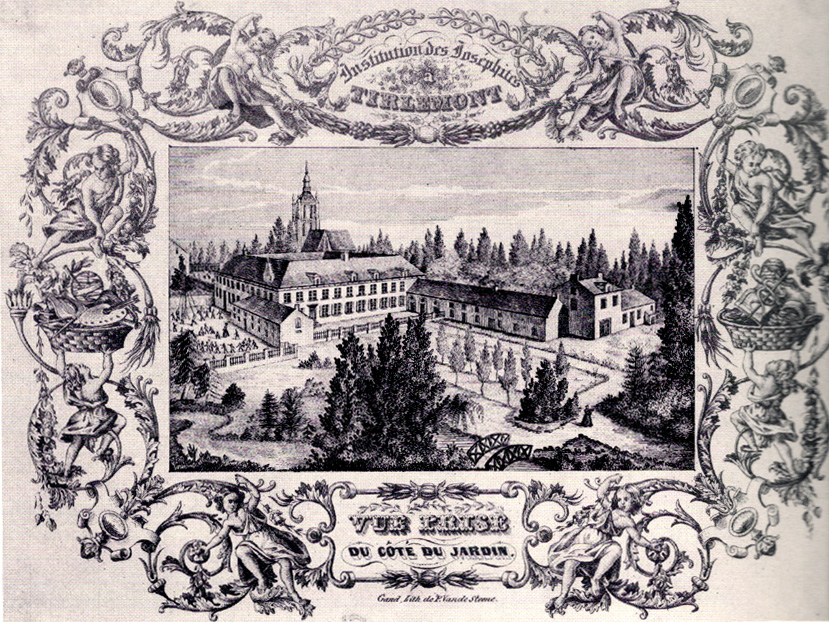
Jozefieteninstelling in Tienen. Uitzicht vanuit de tuin.

Door het wegvallen van de Jozefieteninstelling in Tienen ontstond een bres in het netwerk van katholieke scholen dat de bisschoppen met de hulp van de katholieke partijen aan het uitbouwen waren, dit als antwoord op de antigodsdienstige liberale schoolwetten van 1879 en 1881. Volgens de wens van aartsbisschop Goossens werd in Tienen een nieuwe katholieke school gesticht, 'Le Collège Notre-Dame', het Onze-Lieve-Vrouwecollege. Deken Oliviers werd de spil van deze ‘grande affaire’ (grootse opdracht). De familie Halflants gaf voldoende financiële steun om in de Broekstraat het nieuwe college te bouwen. De eerstesteenlegging vond plaats op 20 juni 1889 met E.H. Leon Van Genechten (1849–1933) als eerste directeur.

## Van 1889 tot 1914
Van begin af aan manifesteerde de school zich als 'une maison catholique, une maison d'étude, une maison de discipline' (een katholiek huis, een studiehuis, een huis met discipline). Het college legde volledig beslag op het (godsdienstige) leven van zijn leerlingen. De regels waren streng en het consilium (abeundi) of het wegsturen van school werd vaak toegepast (65 keer van 1892 tot 1901). Het onderwijsniveau lag hoog: het college van Tienen scoorde jaar na jaar opmerkelijk goed tijdens 'les concours généraux' (algemene examens, centrale toetsen), de waardemeter van de inspectie.

## Eerste Wereldoorlog (1914-1918)
De Eerste Wereldoorlog bracht vier jaren van onzekerheid. Drie leraars waren opgeroepen en moesten naar het front. Priesters uit de omliggende parochies kwamen hen vervangen. Tijdens de winter van 1917 werden de lessen geschorst vanwege de kou en de kolenschaarste. Duitse burgerpolitie kwam op 5 april 1917 de gebouwen doorzoeken op jacht naar de broer van leraar De Beuckelaer, ze vonden hem niet. Van 15 oktober tot 3 november 1918 was er een toestroom van Franse vluchtelingen die onder werden gebracht in de nieuwe vleugel van de school.
De Spaanse griep hield in 1918 huis, een derde van de scholieren bleef thuis.
Op 3 november 1918 namen 45 Duitse soldaten en 6 onderofficieren de kleine studiezaal in beslag. Diezelfde avond namen nog eens 100 soldaten hun intrek in de school. De volgende dag werd de grote studiezaal opgeëist door de militairen van het 'Pferdedepot' voor een 'bieravond'. Op zaterdag 9 november vielen nog eens 150 bezetters binnen: zij eisten de grote studiezaal en de nieuwe vleugel op. Een telegraafpost werd geïnstalleerd.
Op 9 en 10 november werd Tienen gebombardeerd. Er viel één bom vlak bij de school in de Distelstraat en er vielen bommen op de spoorweg. Op maandag 11 november kwam het bericht dat er een wapenstilstand was. Onder de Duitsers was de verwarring groot. Zij droegen rode vlaggen mee op hun terugtocht. In het college bleken ze schoolbanken als brandhout te hebben gebruikt.
De eerste Belgische troepen kwamen in Tienen aan op 25 november en vanaf 1 december trokken Fransen langs. Van begin december 1918 tot 3 januari deed het college dienst als logement voor Franse 'poilus' (koosnaam voor Franse infanteristen tijdens de Eerste Wereldoorlog), gemotoriseerde 'chasseurs alpins' (Alpijnse jagers).
In 1920 werd een herdenkingssteen ingemetseld in een gevel van de speelplaats met de namen van de gesneuvelde oud-leerlingen.

## Vernederlandsing (1918-1938)
De Grote Oorlog had de rust in het Belgische bestel definitief verstoord. De staat kreeg te maken met het heetste hangijzer van zijn geschiedenis: het Vlaamse ontvoogdingsstreven. Dit spitste zich sterk toe op de vernederlandsing van het universitair en het middelbaar onderwijs. Vlamingen verdedigden het territoriale beginsel 'Vlaams in Vlaanderen', franskiljons de 'liberté du père de famille' (vrijheid van de familievader) bij de schoolkeuze.
In het Tiense college was ‘la question flamande’ (de Vlaamse kwestie) een heikel punt. De school was opgericht door de katholieke voormannen van belangrijke Franstalige families en ze was nog altijd afhankelijk van hun steun. Het gros van de leerlingen kwam echter van de Vlaamsvoelende burgerij en verscheidene leraren sympathiseerden met de Vlaamse zaak. Rome koos positie met de pauselijke brief 'Cum semper' van 10 februari 1921: leerlingen – en leraren – werd verboden deel te nemen aan réunions publiques où se discute la question flamande (vergaderingen waar de Vlaamse kwestie besproken wordt). De notities van collegedirecteur Rochette bevatten voortdurende waarschuwingen als
Journal: article sent le dégoût du francais. Pas mêler les élèves a la q. flam. Le cercle flamand: les professeurs ne doivent pas s'en mêler (Dagblad: artikel vol misprijzen voor het Frans. De leerlingen niet betrekken bij de Vlaamse kwestie. De Vlaamse kring: leraren mogen er niet naartoe.)
Vanaf 1922 werd het Nederlands gelijkberechtigd. De scholieren spraken voortaan Frans gedurende de eerste drie dagen van de week en Nederlands gedurende de laatste drie. Directeur Rochette maakte wel gebruik van de mogelijkheid om voor Franstalige minderheden in Vlaanderen transmutatieklassen te organiseren: A partir du mois de septembre la direction du collège ouvrira une section préparatoire spéciale française pour les enfants qui reçoivent leur éducation en français. (Vanaf de maand september opent de directie van het college een speciale voorbereidende afdeling voor leerlingen die in het Frans worden opgevoed.) In de kerken hing een tweetalig aankondigingsbericht. Dit college-initiatief kreeg veel kritiek omdat het een nieuwe Franse school leek op te richten.
De vernederlandsing van het college verliep moeizaam. In 1929 moest Jan Van Doninck, Doctor Cum Laude in de klassieke filologie, het college verlaten omdat hij toeliet dat zijn leerlingen Vergilius niet in het Frans maar in hun moedertaal verklaarden. Met de wet van 14 juli 1932 werd de vernederlandsing echter definitief doorgevoerd.

## Tweede Wereldoorlog (1940-1945)
Tijdens de mobilisatie van zomer 1939 moesten verscheidene leraren in dienst. Daarnaast was er de inkwartiering: 370 soldaten van het 39ste Linieregiment bezetten de studiezaal en 13 lokalen van 3 tot 5 januari 1940. Op vrijdag 10 mei vielen de Duitsers België binnen.
De soldaten van de kazerne in de Broekstraat, het 7de eskadron van de 4de Lansiers, kwamen hun zijspanmotoren ophalen die in het college gestald stonden. Het vliegveld van Goetsenhoven vlak bij Tienen werd gebombardeerd. Over de radio werd het oorlogsnieuws verspreid en het bevel tot algemene mobilisatie. De school werd gesloten. Naarmate de dreiging toenam zochten steeds meer mensen hun toevlucht in het college. In de nacht van 13 op 14 mei zaten een vijftigtal personen in de schuilkelder en enkele families in de grote refter.
Ondanks de afwezigheid van de gemobiliseerde leraren werden de lessen in juni zo goed als dat ging hervat. In het voorjaar van 1944 kwam het front dichterbij. Bombardementen ontregelden het leven. Steeds minder leerlingen kwamen naar school zodat in mei de lessen werden opgeschort. Na het bombardement op Tienen van 25 mei 1944 werd tot een noodoplossing beslist: de lessen zouden voortaan buiten de onveilige Tiense agglomeratie worden gegeven, in de pastorijen van Vissenaken en Wommersom en in zaal Donvil te Bunsbeek.
Na de bevrijding van Tienen op 7 september 1944 begon het nieuwe schooljaar zonder twee weggevoerde jongens uit Meensel-Kiezegem, J. Vandegaer en R. Janssens. Zij stierven in Lager Bremen-Schutzenhof.
Van 24 december 1944 tot 31 januari 1945 werd een afdeling Amerikanen - het 486 Evac.Ord. - in de school gelegerd. Zij stookten 7 ton steenkool en brachten in totaal voor 30.000 frank schade toe. In april 1945 moest nog even een lokaal worden gereserveerd voor militaire auditeurs.

## Schoolstrijd (1946-1959)

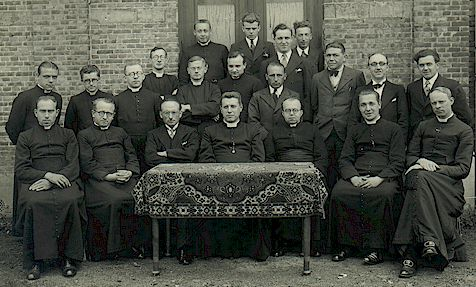
De staf in 1950. V.l.n.r.
derde rij: Palmaerts (Zwik), Leysen (Boerke), Wouters (Nik-nak), Francen (Gans), Roekaerts
tweede rij: Verheyen (Streep), Meylemans, Manderveld (Krol), Evrard (Kapstek, Gandhi), Van Dijck (Sprokske), Jochmans (Keizerke), Reynaerts (Chinees), Steels, Goossens;
eerste rij: Van Dooren (den Dujen), De Reymaeker (Karmelleke), Devroye (Salleke, Vlooike, Vethoeike), Vander Eycken (Trees), Van Dormael, Van Craenenbroeck (Fifi), De Buck (Lange)

Vanaf 1946-1947 daalde het aantal leerlingen. Naast het geboortecijfer speelde ook de economische verzwakking hierin een rol. Daardoor werden de jongeren uit de buitengemeenten sneller kostverdieners. Het schoolgeld werd in korte tijd drastisch verhoogd en bedroeg in 1946 voor de hogere cyclus 1050 frank in plaats van 675 frank in 1944. De doorstroming van de lagere naar de hogere cyclus van de moderne humaniora haperde. Velen verkozen 'de vakschool', de normaalschool of bleven thuis.
De concurrentie tussen het officiële en het vrije net werd feller. Vanaf 1947 maakten de stadsscholen hevige propaganda. Er werden huisbezoeken afgelegd. Men beloofde vakantie-uitstappen met geldelijke voordelen. Het college was niet in staat zulke middelen in de strijd te werpen. Het kon er slechts het argument van de christelijke opvoeding tegenover stellen.
De plannen van minister Collard en de linkse regering Van Acker ontketenden in september 1954 de Schoolstrijd. Begin 1955 woedde de oorlog volop in en buiten het parlement. De Tiense collegedirecteur Brams voerde voor het 'Comité voor Vrijheid en Democratie' op protestvergaderingen het woord in de hele streek: Oorbeek, Goetsenhoven, Glabbeek, Geetbets, Miskom, Ezemaal, Meldert, Kersbeek, Melkwezer, Kapellen. De mars op Brussel (26 maart 1955) werd een nationaal hoogtepunt. Een maand later (26 mei 1955) vonden er te Tienen rellen plaats, waarbij een rijkswachter bij de zaal Xaverium geïsoleerd werd en ontwapend. Op 26 maart marcheerden de hoogste twee klassen en een tiental oudere leerlingen uit de 3de en de 4de mee op in de betoging te Brussel. De onrust duurde voort, totdat de verkiezingen van 1 juni 1958 de CVP weer aan de macht brachten en op 6 november daarop het Schoolpact werd getekend.
Met de stijging van het leerlingenaantal deden in 1955-1956 vooral lekenleraars hun intrede in het college om vakken te geven die tot dan voor priesters waren voorbehouden.

## Moderne tijd (1960-1989)
Omstreeks 1961 telde het college 33 klassen: 16 in de voorbereidende afdeling (6 in de kazerne, 2 in de noodlokalen, 6 in het gebouw van 1911), 17 in de middelbare afdeling (3 in het gebouw van 1932, 10 in het gebouw van 1889, waarvan 2 op de zolder, 4 in dat van 1911). Tien lokalen waren verouderd. De sanitaire installatie bestond uit 5 toiletten en 7 urinoirs voor 392 leerlingen. De voorgevel liep langs de marktkant uit in twee krotten, eigendom van de school. Kortom, het college werd volgens directeur Joossens terecht gedoodverfd als 'een oud kot'. Joossens maakte plannen voor nieuwbouw

### Nieuwbouw

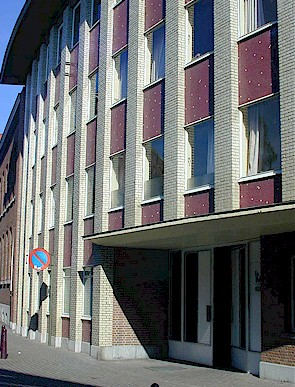
College 1965

Het schoolpact en het pas gestichte bisschoppelijke bouwfonds (met de priester-leraarswedden) maakten dat Mgr. Maisin Joossens' plannen goedkeurde. Tegen het schooljaar 1965-1966 had de humaniora de infrastructuur van een moderne school, met ook een taallaboratorium en een laboratorium voor wetenschappen.

### De wind van de sixties
Het Tweede Vaticaans Concilie zorgde voor tweespalt bij de collegepriesters. De communauteit viel uiteen in een groep van gewijden vóór 1950 en gewijden na 1950. Dit manifesteerde zich onder andere toen in 1964 de clergyman werd toegelaten.
Steeds luider klonk de roep naar participatie in het schoolbeleid. De onderhuidse spanningen tussen enerzijds de oude garde van de priesters en anderzijds de jongeren en de meerderheid van de leken namen toe. De instemming van directeur Joossens met de oprichting van een directieraad op 9 maart 1967 was niet van harte.
Echt gechoqueerd was de directie begin 1968 toen collegescholieren zich onafhankelijk organiseerden en de volledige hogere cyclus de lessen staakte om te gaan betogen voor Leuven-Vlaams. De beweging deinde volgens het verslag in De Standaard uit tot een massale optocht en was een voorbeeld voor gelijkaardige agitatie in heel Vlaanderen.
Het onbehagen in het lerarenkorps bleef. Uit onvrede met een schooltoestand zonder inspraak ontstond in 1986 de personeelsraad.

## Onderwijsvernieuwing

### Meisjes
In 1973 onderging het college zijn grootste gedaanteverwisseling. Eind december 1972 werd de aanvraag ingediend om het onderwijs in de eerste graad gemengd te maken. Spoedig werd de verhouding jongens/meisjes: 50/50.

### Computers
Tijdens het schooljaar 1982-1983 werd de eerste computer aangekocht, een Tandy316K/TRS80 van 16 kilobyte met cassetterecorder. Leerlingen van de 6de Latijn-Wiskunde konden zich tijdens de middagpauze bekwamen in het schrijven van programma's.
In 1984-1985 werd het college een van de vijftien pilootscholen binnen het katholieke ASO voor het informaticaproject van 'de Guimardstraat'. Twee informaticalestijden mochten worden ingericht. Er kwamen tien AppleIIC-toestellen.
Als eerste Brabantse school kwam het Onze-Lieve-Vrouwecollege in 1996 met een schoolwebsite op het World Wide Web. Datzelfde jaar werd de school geselecteerd om België te vertegenwoordigen in het project ‘Web for Schools’ van de Europese Commissie. Het digiproject European Cultural Diversity van het Tiense college werd Europees laureaat en met het prijzengeld kon een multifunctionele talenklas worden ingericht waar e-leren in de praktijk werd gebracht. De Tiense talenklas zou jarenlang als didactisch voorbeeld fungeren in lerarenopleidingen en werd in verscheidene Vlaamse scholen nagebouwd.

## Einde college
Bij de viering van het honderdjarig bestaan van het Onze-Lieve-Vrouwecollege in 1989 deed niets vermoeden dat het einde in zicht was. De zwakke situatie van de andere katholieke scholen in Tienen, voornamelijk het Sint-Jozefsinstituut waar onder andere de landbouwschool VACO moest worden gesloten, dwongen de directies tot samenwerkingsgesprekken. De herstructurering die er op volgde (Diocit 1994, VIA 1999) hield de stapsgewijze opheffing in van het Onze-Lieve-Vrouwecollege. Ondanks deze opheffing blijft het 'collègge' een begrip in de Tiense regio, onder andere dankzij Pikke Stijkès.

## Bekende oud-leerlingen
- Ben Crabbé, muzikant en tv-presentator
- Paul Kempeneers, doctor in de Germaanse filologie
- Elodie Ouédraogo, atlete
- Leon Rubbens, schrijver van populaire verhalen in het Tiense dialect
- Luc Van Acker, muzikant
- Win Van Coren, zanger
- Jan Vervloet, techno-dance producer en DJ
- Roel Vanderstukken, acteur,zanger
- André Laporte, componist, directeur BRTN Filharmonisch Orkest
- Jacques Kinnaer, egyptoloog